# 이종오 (성우)
이종오(1946년 8월 25일 ~ 2025년 6월 13일)는 대한민국의 성우로, 1976년 MBC 7기 공채 성우로 입사했다.

## 주요 출연작품

### 애니메이션
- 톰과 제리 (MBC) - 스파이크
- 소년기사 라무 (MBC) - 돈제노사에
- 세계명작동화 (MBC)
- 핑크 팬더 (MBC)
- 개구장이 죠디 (MBC)
- 유령대소동 (MBC)
- 삼국지 (MBC) - 장비(95년판)
- 메칸더V (MBC) - 석이 / 통신원3 / 부하2
- 어린이 명작동화 (MBC)
- 도전자 허리케인 (MBC) - 맘모스
- 그림명작동화 (MBC)
- 야옹야옹 빌리 (MBC) - 마법사
- 감바의 모험 (MBC) - 왕땅
- 비스트워즈 (MBC) - 타이거트론
- 소공녀 세라 (MBC) - 제임스
- 우주보안관 장고 (MBC)
- 마이티마우스 (MBC)
- 컴퓨터 형사 가제트 (MBC) - 서장
- 로빈슨 스크로 (MBC)
- 은하철도 999 (MBC) - 스탠리 / 툴
- 로봇수사대 K캅스 (MBC) - 덤프 / 데이빗 아르진
- 미래용사 볼트론 (MBC) - 자르콘 사령관
- 용감한 죠리 (MBC)
- 말괄량이 뱁스 (MBC) - 요세미티 샘
- 마법소녀 리나 (SBS) - 딜기어
- 내일은 월드컵 (SBS) - 대표감독
- 셰익스피어 명작만화 (SBS) - 당글라르(몽테크리스토 백작) / 단역(윌리엄 텔의 모험)
- 우리는 챔피언 (SBS) - 신기원
- 슬램덩크 (SBS) - 삼포고 감독

### 애니메이션 영화
- 우주전사 마르스 (MBC)
- 우주 불새 (MBC)
- 슈퍼 차일드 (KBS)

### 영화
- 천녀유혼3 (SBS)
- 천녀유혼 (MBC)
- 풍운 (MBC) - 검성 (황추생)
- 스크림 (MBC)
- 리전에어 (MBC) - 루시안(짐 카터)
- 키스 더 걸 (MBC)
- 나이아가라 연쇄 살인사건 (MBC)
- 록키 5 (MBC)
- 빅 대디 (MBC) - 아서(조쉬 모스텔)
- 도브 (SBS)
- 마이 걸 (MBC)
- 마우스 헌트 (MBC) - 시장(클리프 에믹) / 팔코의 비서(마이클 지터)
- 그렘린II (MBC)
- 쥬라기 공원 (SBS) - 로버트 멀둔(밥 펙)
- 장미의 이름 (SBS)
- 8밀리 (MBC) - 에디 (제임스 갠돌피니)
- 쇼생크 탈출 (SBS) - 보그스 (마크 롤스톤) / 엘모 블래치(빌 볼렌더)
- 스타워즈 에피소드 1 (MBC) - 누트 총독(실라스 카슨)
- 스타워즈 에피소드 4 (MBC) - 루크의 큰아버지(필 브라운)
- 스타워즈 에피소드 5 (MBC)
- 세인트 (MBC)
- 글래디에이터 (SBS) - 카시우스(데이비드 헤밍스) / 노예 상인(오미드 절릴리)
- 트루먼 쇼 (MBC)
- 스튜어트 리틀 (MBC) - 크렌쇼 (제프리 존스)
- 컷스로트 아일랜드 (MBC)
- 파워 오브 원 (MBC) - 감옥 소장(에드 피튼)
- 더 야드 (SBS)
- 플래시댄스 (MBC)
- 언터처블 (MBC) - 마피아(에드워드 도노)
- 플루크 (MBC) - 주간 경비원(바트 한사드) / 사장(존 폴리토)
- 이너스페이스 (MBC)
- 장군의 딸 (MBC) - 슬레진저 대령 (존 비즐리)
- 잔 다르크 (MBC) - 헨리 왕
- 패트리어트 (MBC)
- 죽음의 표적 (SBS) - 스크루페이스 (배질 월레스)
- 폴리스 아카데미 (MBC)
- 51번째 주 (MBC)
- 제5원소 (SBS)
- 황비홍6 (MBC)
- 세인트 (MBC)
- 프렌지 (MBC)
- 모험왕 (MBC)
- 이연걸의 흑협 (SBS)
- 아름다운 비행 (MBC)
- 후크 (MBC)
- 여자의 용기 (SBS)
- 위험한 증언 (MBC)
- 스위치 백 (MBC)
- 덴젤 워싱턴의 킬링 머신 (MBC)
- 룰스 오브 인게이지먼트 (MBC)
- 내 사랑 악마 (MBC)
- 동방불패 (MBC) - 복부천군(이자웅)
- 미시시피 버닝 (MBC) - 루퍼트 앤더슨 (진 해크먼)
- 로보캅 2 (MBC) - 케인 (톰 누난)
- 어머니 나를 다시 사랑해 주세요 (MBC)
- 패신저57 (MBC)
- 어니스트 슬램덩크 (MBC) - 카림 압둘 지바
- 캠퍼스 대소동 (SBS)
- 디디에 (SBS)
- 로보캅3 (MBC) - 폴 멕다겟 (존 캐슬)
- 플레이어 (MBC) - 월터 스터켈 (프레드 워드)
- 황비홍 철계투오공 (MBC) - 연화 아버지
- 강시숙숙 (SBS)
- 공군대전략 (MBC)
- 머니 토크 (SBS)
- 코브라 (MBC) - 경찰국장(버트 윌리엄스)
- 에디 머피의 골든 차일드 (MBC)
- 다이얼 M을 돌려라 (MBC)
- 레드 히트 (SBS)
- 에일리언3 (SBS) - 비숍 (랜스 헨릭슨)
- 조이 (MBC) - 올드맨 딕슨 (에롤 오닐)
- 스타트렉7 (MBC) - 울프 (마이클 돈)
- 누가 로저 래빗을 모함했나 (MBC) - 에디 발리언트 (밥 호스킨스)
- 속 48시간 (SBS)
- 플래툰 (MBC) - 헤리스(데일 다이)
- 석양의 건맨 (MBC) - 링고(마리오 브레가) / 열차 점원(로베르토 카마르디엘)
- 에이스 벤츄라 (SBS)
- 마틴 기어의 귀향(SBS) - 마틴의 아버지(에드리언 듀게인)
- 코 끝에 걸린 사나이(SBS) - 흑인(빌 코브스)
- 하이랜더 2(SBS) - 기술자(안드레스 제링거)
- 사형도수(SBS) - 읍장(임원)
- 총잡이 링고(MBC) - 산초의 동료(프란시스코 가바리)
- 구두가 발에 맞는다면(SBS) - 시라지(사샤 브리케)
- 나는 결백하다 (MBC) - 서장(르네 블랑카드)
- 돌아온 링고 (MBC) - 제레마이어(빅터 바요)
- 악마의 4시 (MBC) - 총독(알렉산더 스커비)
- 로미오와 줄리엣(MBC) - 몬테큐(안토니오 피에르페데리치)
- 레미제라블(SBS) - 테나르디에(장 카르메)
- 크미치스(MBC) - 헤트만 백작(브와디스와프 한차)
- 예수라 불리는 아이(SBS) - 에로드(페티 하다오위)
- 흑인 오르페(MBC) - 파우스토(포스토 구에르조니)
- 리썰 웨폰(MBC) - 머피 반장(스티브 카핸)
- 로보캅 2(SBS) - 경찰(스티븐 리)

### 외화
- 아카풀코 해변수사대 (SBS)
- 파워포스 레인저 (SBS)
- 군림천하 (SBS)

### 라디오
- 만화열전 - 열혈강호 (MBC) - 진상필 부하 / 초운현